# Higher End
Higher End är en ort i distriktet Wigan, i grevskapet Greater Manchester, i England. Billinge Higher End var en civil parish från 1866 till 1924 då den blev en del av Billinge and Winstanley. Denna civil parish hade 2 396 invånare år 1921.